# VoWi 1
Die Lokomotive VoWi 1 der Vorortbahn Wilhelmshaven (VoWi) war die erste von neun Tenderlokomotiven, die von der Lokomotivfabrik Jung für die Marinewerft in Wilhelmshaven gebaut wurde.
Die Lokomotive wurde bis 1964 eingesetzt. Danach wurde sie verschrottet.

## Geschichte
Bei der Lokomotivfabrik Jung wurde eine Lokomotive für den Güter- und Rangierdienst bestellt. Die kleine zweifach gekuppelte Werksbahnlokomotive reichte in diesem Jahr noch für den Betrieb auf den Normalspurgleisen der Marinewerft aus. Auf dem weitläufigen Gelände mussten Kesselwagen rangiert und Versorgungszüge zu den weitverzweigten Festungsanlagen entlang der Küste transportiert werden.
Die Lokomotive ging 1947 in den Bestand der neu konzessionierten Vorortbahn Wilhelmshaven über. Die Heißdampfmaschine war bis etwa 1948 in untergeordneten Diensten eingesetzt. Danach verbrachte sie einige Jahre als Heizlokomotive in Sande und wurde 1964 ausgemustert.

## Technik
Die Lokomotive war die erste Heißdampflokomotive der Marinebahn. Sie besaß einen hohen Wasserkastenrahmen, der den Großteil der Vorräte aufnahm. Zusätzlich waren noch auf dem Umlauf neben dem Kessel zwei zusätzliche kleine Wasserbehälter vorhanden. Die Kohlen wurden hinter dem Führerhaus gebunkert.
Der Kessel bestand aus einem Schuss, er trug den Dampf- sowie den Sanddom, von dem aus mechanisch die jeweils vordere Achse gesandet werden konnte. Die kupferne Feuerbüchse war genietet, das Triebwerk hatte eine Heusinger-Steuerung, die über Hängeeisen auf Kolbenschieber arbeitete.
Der Kessel wurde von zwei Strahlpumpen von Strube gespeist, außerdem besaß er noch einen Vorwärmer sowie eine Kolbenspeisepumpe. Letztere wurden bald wieder ausgebaut.